# Luigi Narduzzi
Luigi Narduzzi (ur. 3 czerwca 1932 w Wenecji, zm. 20 grudnia 1970 tamże) – włoski szermierz, srebrny medalista mistrzostw świata.
Podczas mistrzostw świata w Rzymie w 1955 roku Włosi w składzie: Giuseppe Comini, Gastone Darè, Roberto Ferrari, Arturo Montorsi, Luigi Narduzzi i Renzo Nostini zdobyli srebrny medal w turnieju drużynowym szablistów. Był to jego jedyny medal wywalczony w zawodach tego cyklu.
Wystartował na igrzyskach olimpijskich w Melbourne w 1956 roku, gdzie w szabli drużynowej zajął piąte miejsce. W turnieju indywidualnym był szósty, w rundzie finałowej wygrywając dwa z siedmiu pojedynków. Były to jego jedyne występy olimpijskie.